# Perros en la antigua China
Los Perros (Canis lupus familiaris) conocidos en idioma chino clásico como quan (en chino, 犬; pinyin, quǎn; Wade-Giles, ch'üan), jugaron un papel importante en la sociedad China antigua.

## Domesticación
El examen de evidencias genéticas por parte de Carles Vila y otros investigadores confirma que el progenitor del perro doméstico es el lobo (Canis lupus). y la fecha sugerida de su domesticación fue alrededor del año 100.000 a.C. Aceptando el lobo como ancestro, paleontólogos y arqueólogos creen que la domesticación vino mucho tiempo después. Una reconstrucción creada por un equipo de investigadores chinos y suecos postula que los humanos no habrían domesticado a los perros a partir de lobos hasta hace unos 15.000 años. Se da el hecho de que, mientras la mayor parte de los perros comparten una gran cantidad de genes, la diversidad genética es mucho mayor en Asia Oriental, sugiriendo que los perros han sido domesticados en un periodo de como máximo quince milenios.
La investigación genética sugiere que todos los perros domésticos del mundo se originaron a partir de tres lobas hembra.
El perro, igual que el cerdo, fue de los primeros animales domesticados en China. Se han encontrado restos de ambos en los asentamientos neolíticos más antiguos de las culturas de Yangshao (alrededor del 4.000 a.C.) y Hemudu (5.000 a.C). Los restos caninos son similares a los Dingos encontrados en el norte de China.
Los análisis a huesos caninos neolíticos muestran similitudes entre los perros de aquella época y los perros actuales japoneses, especialmente los Shiba Inu.

## Perros como alimentación
Los perros, al igual que los cerdos, constituyeron la mayor fuente de proteína animal en la antigua China, existiendo como profesión la de "carnicero de perro" (狗屠).

## Perros para la caza
Los perros se asociaron con la caza desde el principio de los tiempos. Hay muchas palabras para el término caza en chino escritos con el radical para perro (por ejemplo lie (獵: caza), shou (狩: cazador de invierno), huo (獲: cazador de pájaros).
Los reyes Shang reconocen el papel de los "Oficiales de perros" (犬), encargados de controlar la caza en áreas concretas bajo dominio real. En un grabado antiguo en hueso puede leerse "Si el rey se une a Qin, el oficial de perros en Cheng, no habrá excusas ni tendrá desastres."
Además, hay una referencia a los perros en el Shi Jing, la antología poética china más antigua:
     Corriendo sobre es el conejo astuto,

     pero incluso un perro mudo puede cogerlo.

## En las leyendas
De acuerdo con las antiguas leyendas chinas, los eclipses solares ocurrían porque los perros en el paraíso se comían el sol. Para salvar al sol de esto, en los pueblos tomaron el hábito de tocar tambores y gongs en el momento en el que ocurría para así alejar a estos perros.